# Odontolabis
Odontolabis is een geslacht van kevers uit de familie vliegende herten (Lucanidae).

## Kenmerken
Het zijn vrij grote insecten, tot 9 cm. De mannetjes hebben meestal een grotere kop en grotere kaken dan de vrouwtjes. De kop en prothorax zijn gewoonlijk zwart, terwijl de dekschilden meestal bruin tot geel gekleurd zijn.
Binnen eenzelfde soort kunnen meerdere vormen van de mandibels voorkomen (polymorfisme). Mannetjes van Odontolabis cuvera bijvoorbeeld hebben drie verschillende vormen en grootte van de mandibels.

## Verspreiding en leefgebied
Deze kevers komen voor in Zuidoost-Azië.

## Soorten

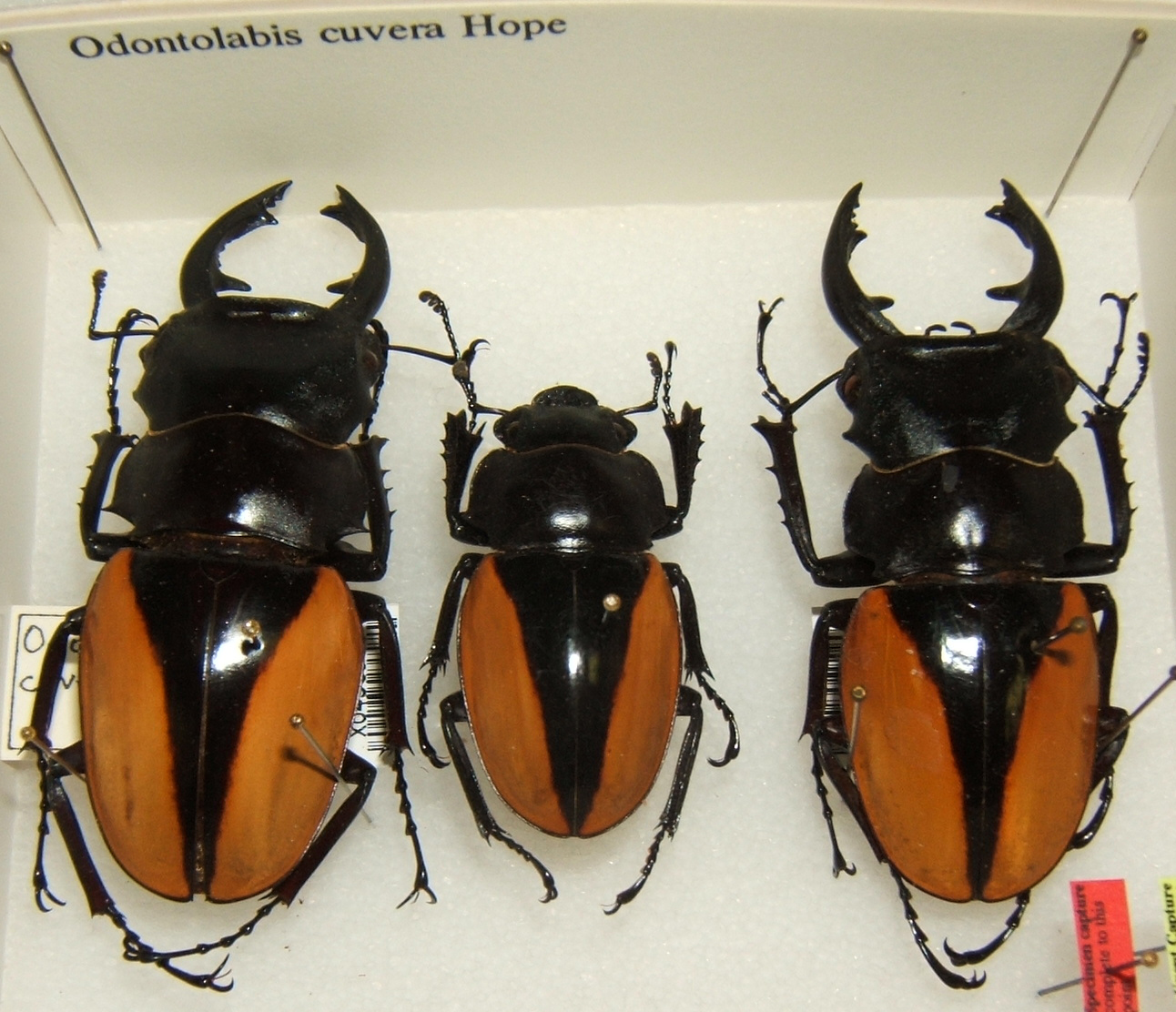
Odontolabis cuvera

Er zijn ongeveer 61 soorten en ondersoorten in dit geslacht.
- Odontolabis alces (Fabricius, 1775)
- Odontolabis antilope Von Rothenburg, 1901
- Odontolabis brookeana (Vollenhoven, 1861)
- Odontolabis burmeisteri (Hope, 1841)
- Odontolabis camela (Olivier, 1789)
- Odontolabis castelnaudi Parry, 1862
- Odontolabis cuvera Hope, 1842
- Odontolabis mouhoti Parry, 1864
- Odontolabis dalmani (Hope & Westwood, 1845)
- Odontolabis delessertii (Guerrin-Meneville, 1843)
- Odontolabis eremicola Mollenkamp, 1905
- Odontolabis femoralis Waterhouse, 1887
- Odontolabis gazella (Fabricius, 1787)
- Odontolabis hitam Nagai, 1986
- Odontolabis imperialis Mollenkamp, 1904
- Odontolabis lacordairei (Vollenhoven, 1861)
- Odontolabis latipennis (Hope & Westwood, 1845)
- Odontolabis leuthneri Boileau, 1897
- Odontolabis lowei Parry, 1873
- Odontolabis ludekingi (Vollenhoven, 1861)
- Odontolabis macrocephala Lacroix, 1984
- Odontolabis micros De Lisle, 1970
- Odontolabis mollenkampi Fruhstorfer, 1898
- Odontolabis pareoxa Bomans & Ratti, 1973
- Odontolabis picea Bomans, 1986
- Odontolabis platynota (Hope & Westwood, 1845)
- Odontolabis quadrimaculata Kriesche, 1920
- Odontolabis relucens Mollenkamp, 1900
- Odontolabis siva (Hope & Westwood, 1845)
- Odontolabis somneri Parry, 1862
- Odontolabis spectabilis Boileau, 1902
- Odontolabis stevensii Thomson, 1862
- Odontolabis versicolor (Didier, 1931)
- Odontolabis vollenhoveni Parry, 1864
- Odontolabis wollastoni Parry, 1864
- Odontolabis yasuokai Mizunuma, 1994